# Острая Гора
О́страя Гора́ (укр. Гостра Гора) — гора в Украинских Карпатах, в северо-западной части массива Полонинского хребта, северо-восточнее Полонины Руна.
Расположена на границе Ужгородского и Мукачевского районов Закарпатской области, юго-западнее села Перекрёстного.
Гостра Гора представляет собой небольшой вытянутый с юго-востока на северо-запад хребет, состоящий из двух практически равновеликих вершин: северо-западной (1405,2 м) и юго-восточной (1404,3 м). Ещё одна, несколько меньше вершина, расположена дальше на северо-запад.
Гора до высоты примерно 1300 м покрыта лесами, выше — полонины.
- На юго-западных склонах горы расположены истоки реки Лютянка.
- Южнее горы расположен Турье-Полянский зоологический заказник.